# Kampfgeschwader 200
Il Kampfgeschwader 200 (abbreviato in KG 200 – 200º stormo da bombardamento) è stata un'unità speciale della Luftwaffe (l'aeronautica militare della Germania nazista) che lavorò in cooperazione con l'Abwehr e le forze speciali Brandenburg in una serie di missioni di infiltrazione dietro le linee nemiche. Altri compiti del KG 200 erano voli di ricognizione a lungo raggio e prove di velivoli nemici catturati o di nuovi aerei e sistemi d'arma tedeschi. L'unità fu attiva dal febbraio 1944 all'aprile 1945.
La segretezza di tale unità era tale che i reparti che vi facevano parte non sempre erano a conoscenza l'uno dell'altro. Molte informazioni sull'attività del Kampfgeschwader 200 sono andate distrutte o perse, in parte per merito dei tedeschi e in parte per le vicende belliche del fronte occidentale con tutte le connesse azioni di guerra e il disordine.

## Storia

### Origini e scioglimento
Il Kampfgeschwader 200 nacque il 20 febbraio 1944 in seguito a un ordine emanato dall'Oberkommando der Luftwaffe (OKL – alto comando dell'aeronautica militare). A marzo inglobò un'unità già esistente, il Versuchsverband Oberbefehlshaber der Luftwaffe (unità di ricerca del comandante in capo della Luftwaffe), addetta alla valutazione sul campo di nuovi aerei tedeschi o catturati ai nemici e all'infiltrazione di personale dell'Abwehr (il servizio di intelligence militare tedesco) oltre le linee Alleate.
Il Kampfgeschwader 200 venne inizialmente posto agli ordini dell'Oberst (colonnello) Heinz Heigl, sostituito il 15 novembre 1944 dall'Oberstleutnant (tenente colonnello) Werner Baumbach, esperto e pluridecorato pilota di bombardieri. Il 6 aprile 1945 Baumbach venne sostituito dal Major Adolf von Hernier, che restò al suo posto fino al 25 aprile seguente, data del probabile scioglimento del KG 200.

### Uso dei velivoli nemici catturati
| Unità             | Unità       | Luogo            | Compito                         |
| Stab KG 200       | Stab KG 200 | Berlino          | Quartier generale               |
| I./KG 200 (Finow) | 1./KG 200   | Finow            | Operazioni a lungo raggio       |
| I./KG 200 (Finow) | 2./KG 200   | Finow            | Operazioni a medio-corto raggio |
| I./KG 200 (Finow) | 3./KG 200   | Rügen/Flensburgo | Operazioni navali               |
| I./KG 200 (Finow) | 4./KG 200   | Finow            | Addestramento                   |
| II.KG 200 (Burg)  | 5./KG 200   | Burg             | Disturbo di radar e Pathfinder  |
| II.KG 200 (Burg)  | 6./KG 200   | Rechlin          | Operazioni Mistel               |
| II.KG 200 (Burg)  | 7./KG 200   | Rechlin          | Addestramento al Mistel         |
| III.KG 200        | III.KG 200  | Berlino-Staaken  | Fw 190 con siluri               |
| IV./KG 200        | IV./KG 200  | Prenzlau         | Fieseler Fi 103 "Reichenberg"   |

L'avere subito a disposizione personale esperto, tra cui più di 100 membri del personale di volo, permise al KG 200 di testare, in cinque mesi, trentadue differenti aerei, sia tedeschi sia catturati agli Alleati. I circa quaranta Boeing B-17 Flying Fortress caduti in mano tedesca vennero usati, accanto a un più piccolo numero di Consolidated B-24 Liberator, per lanciare agenti oltre le linee Alleate, principale attività del KG 200. Un B-17 fu anche usato, con meno successo, per portare rifornimenti alla guarnigione tedesca assediata a Brest, mentre un tentativo (o forse un semplice progetto) fu fatto per infiltrare i bombardieri catturati tra le formazioni Alleate che solcavano i cieli della Germania con l'intento di distruggerne, una volta che questi fossero ritornati alle basi di partenza, i velivoli. Infine, i bombardieri catturati servirono alla Luftwaffe anche per mettere a punto migliori tattiche di attacco dei caccia; in particolare, numerosi Petlyakov Pe-2 e Tupolev SB catturati durante l'operazione Barbarossa del 1941 servirono a questo scopo.
A essere usati dal KG 200 furono anche alcuni caccia degli Alleati quali Spitfire, P-51 Mustang e P-47 Thunderbolt,

### Il progetto Mistel e le bombe volanti
Il KG 200 sperimentò e rese operativo il progetto Mistel, usato con successo in Normandia nel giugno 1944 per affondare alcune navi e il 6 marzo 1945 per abbattere due ponti sull'Oder per rallentare l'avanzata dell'Armata Rossa. Tra le armi usate dal KG 200 figurò anche il missile aria-superficie Henschel Hs 293, lanciato il 25 agosto 1943 da un Dornier Do 217 della 1ª squadriglia per affondare, con successo, la corvetta HMS Egret nel golfo di Biscaglia. Il missile venne anche impiegato da bombardieri Heinkel He 177 e contro due ponti sull'Oder, solamente danneggiati e poi distrutti, come già detto, dal Mistel.
Il IV gruppo del KG 200 (IV./KG 200) prese in consegna i Fieseler Fi 103 "Reichenberg", nient'altro che la versione pilotabile dell'ordigno V1. Trasportato agganciato all'ala di un Heinkel He 111, il Reichenberg sarebbe stato rilasciato al momento opportuno, quindi il pilota lo avrebbe guidato a destinazione paracadutandosi all'ultimo momento utile (con scarse probabilità di salvezza), abbandonando l'ordigno che avrebbe proseguito la sua corsa contro l'obiettivo. Il KG 200 disponeva di almeno duecento Reichenberg e di circa cento piloti addestrati al loro uso, ma Baumbach riuscì, nonostante l'opposizione di Otto Skorzeny, ad avere al proprio fianco il ministro degli armamenti Albert Speer con il quale convinse Hitler ad annullare il programma, riassegnando così ad altri compiti i piloti che probabilmente sarebbero andati incontro a una morte certa.

### Junkers Ju 390
Un altro rivoluzionario aereo che venne assegnato al KG 200 fu il bombardiere esamotore a lungo raggio Junkers Ju 390 capace di percorrere distanze superiori ai 6 000 km. Sembra che un aereo sia arrivato durante un volo di prova a soli 19 km dalla costa orientale degli Stati Uniti e, secondo Albert Speer, un altro di questi aerei riuscì a compiere un volo non-stop dalla Germania al Giappone passando per il polo nord evitando così l'ostile Unione Sovietica.

### Operazione Zeppelin
Una delle più audaci e ambiziose operazioni che coinvolsero il KG 200 fu l'operazione Zeppelin del settembre 1944, che aveva per scopo l'assassinio di Stalin. Ideato dall'RSHA (Reichssicherheitshauptamt – ufficio centrale per la sicurezza del Reich), il piano prevedeva il trasporto in aereo di due sicari (un uomo e una donna) travestiti da ufficiali sovietici vicino a Mosca, da dove avrebbero poi proseguito fino al dittatore nemico. Il personale del KG 200 e i due sicari decollarono da Riga, in Lettonia, con un quadrimotore Arado Ar 232, ma il contatto che li aspettava in territorio sovietico era stato catturato e aveva rivelato il previsto luogo di incontro, così l'Arado fu preso di mira dalla contraerea e dovette eseguire un atterraggio di emergenza in un luogo alternativo.

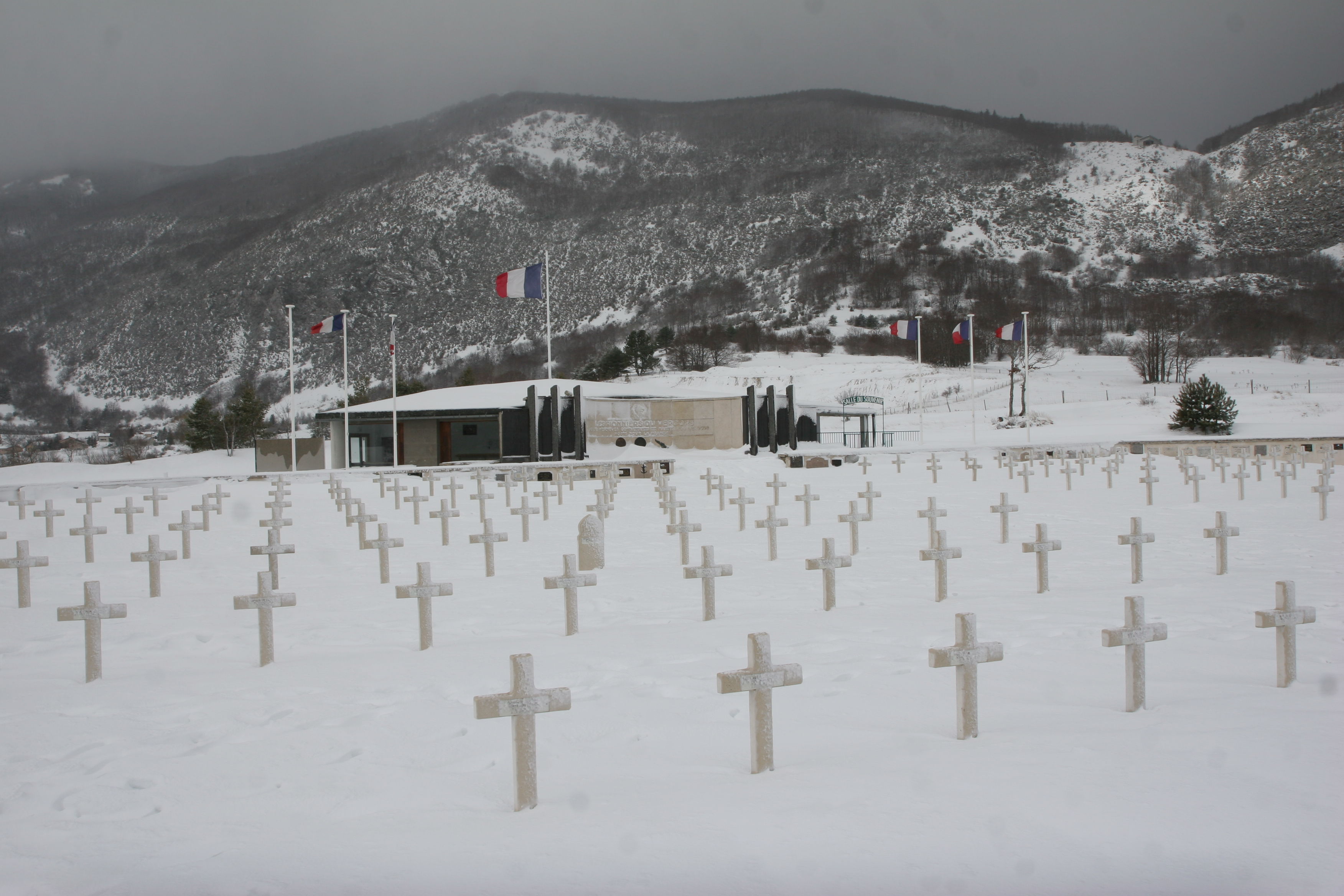
Memoriale del massacro di Vassieux-en-Vercors

Mentre l'equipaggio di volo tentò senza successo di mettersi in salvo tra le linee amiche, i due killer si misero in viaggio con un sidecar precedentemente caricato nell'Arado, ma vennero catturati a un posto di blocco.

## Crimini di guerra
Il Fallschirm-Bataillon Jungwirth (battaglione paracadutisti "Jungwirth"), unità formalmente sotto il comando del II gruppo del 200º stormo formata da volontari dell'Europa orientale provenienti dalla Brandenburg, atterrò il 21 luglio 1944 vicino alla località francese di Vassieux-en-Vercors e, dopo un duro combattimento con i partigiani, si impossessò dell'aeroporto locale. Come vendetta per la resistenza ricevuta, il Fallschirm-Bataillon Jungwirth uccise 72 civili in quello che diventò noto come il massacro di Vassieux-en-Vercors.

### Annotazioni
1. ↑  I Pathfinder erano esperti aviatori britannici che avevano il compito di precedere la grande massa di bombardieri e colpire con speciali razzi o bombe illuminanti colorate gli obiettivi della missione, in modo da facilitare lo sgancio delle "vere" bombe ai colleghi che li seguivano.
2. ↑  I tedeschi svilupparono uno speciale contenitore a forma di bomba capace di sganciare tre uomini e relativo equipaggiamento oltre le linee Alleate. La base del contenitore era riempita con una schiuma che rendeva l'impatto con il suolo più morbido. Gli effetti pratici e le valutazioni di questo contenitore sono tuttavia sconosciute. Su questo e sul resto si veda Williamson 2009, p. 57.

### Fonti
1. 1 2  Williamson 2009, p. 56.
2. ↑  Williamson 2009, pp. 56-57.
3. 1 2  (EN) Kampfgeschwader 200, su axishistory.com, Axis History Factbook. URL consultato l'8 marzo 2012.
4. 1 2 3  Williamson 2009, p. 59.
5. ↑  Williamson 2009, p. 57.
6. 1 2  Williamson 2009, p. 58.
7. ↑  Williamson 2009, pp. 57-58.
8. ↑  Williamson 2009, pp. 59-60.
9. ↑  Williamson 2009, p. 60.
10. 1 2  Williamson 2009, pp. 60-61.